# Braunsapis minor
Braunsapis minor är en biart som först beskrevs av Michener och Syed 1962.  Braunsapis minor ingår i släktet Braunsapis och familjen långtungebin. Inga underarter finns listade.